# Thaise baht
De baht (บาท, symbool ฿, ISO 4217-code THB) is de officiële munteenheid van Thailand. De baht staat eigenlijk voor een gewichtseenheid van 15,16 gram. Tot de jaren dertig van de 20e eeuw werd namelijk de zilveren tical gebruikt, die een gewicht van 15 gram had. De beursnotering voor goud in Bangkok is nog steeds in baht/baht. De waarde van een baht is omgerekend ongeveer 2,8 eurocent (2025).

## Munten
De volgende munten zijn in omloop: 25 en 50 satang en 1, 2, 5 en 10 baht.
Het muntstuk van 2 baht werd begin 2006 geïntroduceerd en is qua grootte, uiterlijk en omvang bijna hetzelfde als de munt van 1 baht, wat tot verwarring leidt bij het wisselen, mede doordat de munt van 2 baht niet grootschalig is aangekondigd. Later is deze verwarring weggenomen door de munt van 2 baht een andere kleur te geven.
De munten worden geslagen door de Koninklijke Thaise Munt.

## Bankbiljetten
De volgende bankbiljetten zijn in omloop: 20, 50, 100, 500 en 1000 baht. Van elk biljet zijn wel meerdere versies bekend. Het biljet van 50 baht heeft enige tijd een volledig doorzichtige plek gehad, maar die versie wordt thans vrijwel niet meer aangetroffen. De nieuwste uitvoering van het 20-bahtbiljet is van plastic, daar de papieren versie snel versleten was.

## Geschiedenis
De tical (baht) werd gebruikt sinds het begin van de 19e eeuw. De tical was toen onderverdeeld in vier salung (tamlung) of 64 att. Een gouden tical was gelijk aan 10 zilveren ticals en twee zilveren ticals waren gelijk aan een Mexicaanse zilveren dollar (peso). Vijf ticals waren gelijk aan een Chinese tael.
Van 1850 tot 1879 waren acht Thaise ticals (baht) gelijk aan een pond sterling. In 1894 werden de volgende koersen vastgelegd: 1 Thaise tical = 0,6 Mexicaanse dollar en 5 Thaise ticals = 7 Indiase roepies. Aan het eind van de 19e eeuw werden Indiase roepiemunten volop gebruikt in het noorden van Thailand tot begin 20e eeuw. De Indiase roepie en het Straits Settlements pond werden veel in het zuiden gebruikt.
Het systeem werd gedecimaliseerd in 1902; de tical werd onderverdeeld in 4 salung of 100 satang. In 1928 werd de tical 1:1 vervangen door de baht. Tijdens de Japanse bezetting was de baht 1:1 gekoppeld aan de yen, waarna door bijdrukken van het papiergeld de baht sterk devalueerde.
De baht was sinds de Tweede Wereldoorlog gekoppeld aan de Amerikaanse dollar in een verhouding van 1 dollar = 20 baht. Door inflatie moest de verhouding sindsdien enige keren worden aangepast, maar tegenwoordig ligt deze bij ongeveer 1 dollar = 32 baht.
Bij de invoering van de euro bleek in december 2001, dat de muntstukken van 10 baht en van 2 euro sterk op elkaar lijken, zo sterk zelfs dat sommige automaten geen onderscheid konden maken.